# Jan Bucher
Jan Bucher, po mężu Carmichael (ur. 17 listopada 1957 w Salt Lake City) – amerykańska narciarka, specjalistka narciarstwa dowolnego. Zdobyła złote medale w balecie narciarskim na mistrzostwach świata w Tignes oraz mistrzostwach świata w Oberjoch. Ponadto zdobyła także srebrny medal w balecie narciarskim podczas mistrzostw świata w Lake Placid. Zajęła również drugie miejsce w tej samej konkurencji na igrzyskach olimpijskich w Calgary, jednakże narciarstwo dowolne było jedynie dyscypliną pokazową więc medali nie przyznawano.
Najlepsze wyniki w Pucharze Świata osiągnęła w sezonie 1988/1989, kiedy to zajęła 4. miejsce w klasyfikacji generalnej, a w klasyfikacji baletu wywalczyła małą kryształową kulę. W klasyfikacji baletu triumfowała także w sezonach 1979/1980, 1980/1981, 1981/1982, 1982/1983, 1983/1984, 1985/1986, 1986/1987 i 1988/1989, a w sezonach 1984/1985, 1987/1988 oraz 1990/1991 była druga.
W 1991 r. zakończyła karierę.

## Osiągnięcia

### Mistrzostwa świata
| Miejsce | Dzień     | Rok  | Miejscowość | Konkurencja      | Zwycięzca   |
| ------- | --------- | ---- | ----------- | ---------------- | ----------- |
| 1.      | 6 lutego  | 1986 | Tignes      | Balet narciarski | -           |
| 1.      | 1 marca   | 1989 | Oberjoch    | Balet narciarski | -           |
| 2.      | 11 lutego | 1991 | Lake Placid | Balet narciarski | Ellen Breen |

### Puchar Świata

#### Miejsca w klasyfikacji generalnej
- sezon 1979/1980: 7.
- sezon 1980/1981: 6.
- sezon 1981/1982: 5.
- sezon 1982/1983: 9.
- sezon 1983/1984: 8.
- sezon 1984/1985: 7.
- sezon 1985/1986: 6.
- sezon 1986/1987: 5.
- sezon 1987/1988: 5.
- sezon 1988/1989: 4.
- sezon 1989/1990: 30.
- sezon 1990/1991: 7.

#### Miejsca na podium
1. Poconos – 9 stycznia 1980 (Balet) – 1. miejsce
2. Poconos – 10 stycznia 1980 (Balet) – 1. miejsce
3. Oberjoch – 1 marca 1980 (Balet) – 1. miejsce
4. Tignes – 13 marca 1980 (Balet) – 1. miejsce
5. Whistler – 29 marca 1980 (Balet) – 1. miejsce
6. Livigno – 17 stycznia 1981 (Balet) – 1. miejsce
7. Tignes – 23 stycznia 1981 (Balet) – 1. miejsce
8. Seefeld – 9 lutego 1981 (Balet) – 1. miejsce
9. Oberjoch – 14 lutego 1981 (Balet) – 1. miejsce
10. Mont-Sainte-Anne – 28 lutego 1981 (Balet) – 1. miejsce
11. Poconos – 14 marca 1981 (Balet) – 1. miejsce
12. Poconos – 15 marca 1981 (Balet) – 1. miejsce
13. Calgary – 21 marca 1981 (Balet) – 1. miejsce
14. Snowqualmie – 3 stycznia 1982 (Balet) – 1. miejsce
15. Calgary – 16 stycznia 1982 (Balet) – 2. miejsce
16. Angel Fire – 22 stycznia 1982 (Balet) – 1. miejsce
17. Poconos – 26 stycznia 1982 (Balet) – 1. miejsce
18. Mont-Sainte-Anne – 6 lutego 1982 (Balet) – 1. miejsce
19. Sella Nevea – 27 lutego 1982 (Balet) – 1. miejsce
20. Adelboden – 6 marca 1982 (Balet) – 1. miejsce
21. Livigno – 13 marca 1982 (Balet) – 1. miejsce
22. Oberjoch – 20 marca 1982 (Balet) – 1. miejsce
23. Tignes – 25 marca 1982 (Balet) – 2. miejsce
24. Mariazell – 3 stycznia 1983 (Balet) – 1. miejsce
25. Tignes – 20 stycznia 1983 (Balet) – 1. miejsce
26. Oberjoch – 29 stycznia 1983 (Balet) – 1. miejsce
27. Livigno – 2 lutego 1983 (Balet) – 1. miejsce
28. Ravascletto – 12 lutego 1983 (Balet) – 2. miejsce
29. Squaw Valley – 11 marca 1983 (Balet) – 1. miejsce
30. Angel Fire – 17 marca 1983 (Balet) – 1. miejsce
31. Stoneham – 14 stycznia 1984 (Balet) – 2. miejsce
32. Breckenridge – 20 stycznia 1984 (Balet) – 1. miejsce
33. Courchevel – 3 lutego 1984 (Balet) – 1. miejsce
34. Göstling – 25 lutego 1984 (Balet) – 2. miejsce
35. Ravascletto – 28 lutego 1984 (Balet) – 1. miejsce
36. Oberjoch – 3 marca 1984 (Balet) – 1. miejsce
37. Sälen – 20 marca 1984 (Balet) – 1. miejsce
38. Tignes – 27 marca 1984 (Balet) – 1. miejsce
39. Tignes – 11 grudnia 1984 (Balet) – 2. miejsce
40. Mont Gabriel – 12 stycznia 1985 (Balet) – 1. miejsce
41. Lake Placid – 19 stycznia 1985 (Balet) – 2. miejsce
42. Breckenridge – 25 stycznia 1985 (Balet) – 1. miejsce
43. La Sauze – 1 lutego 1985 (Balet) – 2. miejsce
44. Kranjska Gora – 20 lutego 1985 (Balet) – 2. miejsce
45. Oberjoch – 1 marca 1985 (Balet) – 2. miejsce
46. Mariazell – 9 marca 1985 (Balet) – 2. miejsce
47. La Clusaz – 17 marca 1985 (Balet) – 2. miejsce
48. Sälen – 22 marca 1985 (Balet) – 1. miejsce
49. Zermatt – 17 grudnia 1985 (Balet) – 1. miejsce
50. Mont Gabriel – 10 stycznia 1986 (Balet) – 1. miejsce
51. Breckenridge – 23 stycznia 1986 (Balet) – 1. miejsce
52. Breckenridge – 24 stycznia 1986 (Balet) – 1. miejsce
53. Oberjoch – 28 lutego 1986 (Balet) – 1. miejsce
54. Voss – 8 marca 1986 (Balet) – 1. miejsce
55. Mont Gabriel – 9 stycznia 1987 (Balet) – 1. miejsce
56. Breckenridge – 21 stycznia 1987 (Balet) – 2. miejsce
57. Breckenridge – 22 stycznia 1987 (Balet) – 1. miejsce
58. Calgary – 31 stycznia 1987 (Balet) – 1. miejsce
59. Voss – 27 lutego 1987 (Balet) – 2. miejsce
60. La Clusaz – 5 marca 1987 (Balet) – 2. miejsce
61. Oberjoch – 6 marca 1987 (Balet) – 1. miejsce
62. Tignes – 12 grudnia 1987 (Balet) – 1. miejsce
63. La Plagne – 18 grudnia 1987 (Balet) – 2. miejsce
64. Mont Gabriel – 8 stycznia 1988 (Balet) – 2. miejsce
65. Lake Placid – 15 stycznia 1988 (Balet) – 1. miejsce
66. Breckenridge – 22 stycznia 1988 (Balet) – 2. miejsce
67. Inawashiro – 29 stycznia 1988 (Balet) – 2. miejsce
68. Madarao – 5 lutego 1988 (Balet) – 2. miejsce
69. Oberjoch – 4 marca 1988 (Balet) – 2. miejsce
70. La Clusaz – 11 marca 1988 (Balet) – 1. miejsce
71. La Plagne – 16 grudnia 1988 (Balet) – 2. miejsce
72. Mont Gabriel – 6 stycznia 1989 (Balet) – 1. miejsce
73. Lake Placid – 14 stycznia 1989 (Balet) – 1. miejsce
74. Calgary – 20 stycznia 1989 (Balet) – 1. miejsce
75. Breckenridge – 27 stycznia 1989 (Balet) – 1. miejsce
76. La Clusaz – 10 lutego 1989 (Balet) – 1. miejsce
77. Voss – 10 marca 1989 (Balet) – 1. miejsce
78. Åre – 16 marca 1989 (Balet) – 2. miejsce
79. Suomu – 22 marca 1989 (Balet) – 1. miejsce
80. Tignes – 8 grudnia 1989 (Balet) – 1. miejsce
81. La Plagne – 14 grudnia 1989 (Balet) – 2. miejsce
82. La Plagne – 2 grudnia 1990 (Balet) – 2. miejsce
83. Tignes – 8 grudnia 1990 (Balet) – 3. miejsce
84. Zermatt – 14 grudnia 1990 (Balet) – 2. miejsce
85. Piancavallo – 20 grudnia 1990 (Balet) – 2. miejsce
86. Blackcomb – 11 stycznia 1991 (Balet) – 2. miejsce
87. Breckenridge – 17 stycznia 1991 (Balet) – 2. miejsce
88. Mont Gabriel – 1 lutego 1991 (Balet) – 2. miejsce
89. Voss – 8 marca 1991 (Balet) – 2. miejsce
90. Pyhätunturi – 14 marca 1991 (Balet) – 2. miejsce
91. Hundfjället – 22 marca 1991 (Balet) – 2. miejsce

- W sumie 57 zwycięstw, 29 drugich i 5 trzecich miejsc.